# Camilla Collett
Jacobine Camilla Collett, nata Wergeland (Kristiansand, 23 gennaio 1813 – Oslo, 6 marzo 1895) è stata una scrittrice norvegese, spesso definita la prima femminista norvegese.
Era anche la sorella minore del poeta norvegese Henrik Wergeland ed è riconosciuta come una delle prime collaboratrici del realismo nella letteratura norvegese. Suo fratello minore era il maggiore generale Joseph Frantz Oscar Wergeland.

## Biografia
Camilla Collett nacque a Kristiansand, in Norvegia, da Nicolai Wergeland, noto teologo, politico e compositore ai suoi tempi, e Alette Thaulow. Suo fratello era lo scrittore Henrik Wergeland. Quando Camilla aveva quattro anni, la sua famiglia si trasferì a Eidsvoll, dove suo padre fu nominato parroco.  La Collett crebbe in una famiglia letteraria e divenne una giovane diarista.  Trascorse la maggior parte della sua adolescenza in una scuola di perfezionamento a Christiansfeld, in Danimarca.
Durante una visita a Cristiania incontrò e si innamorò del poeta Johan Sebastian Welhaven, tra l'altro nemesi letteraria di suo fratello Henrik. Le relazioni tra i tre furono complicate e col tempo divennero leggendarie nel Romanticismo norvegese. La Collett era filosoficamente allineata con la parte del dibattito di Welhaven e la sua relazione con suo fratello potrebbe essere stata a disagio per qualche tempo. Durante il 1834 soffrì anche di problemi di salute e nell'estate del 1834 suo padre la portò a Parigi per recuperare le forze.
In ogni caso, il suo rapporto con Welhaven alla fine terminò e nel 1841 sposò Peter Jonas Collett, un importante politico, critico letterario e membro dell'Intelligenspartiet, il partito dell'intelligencija norvegese.

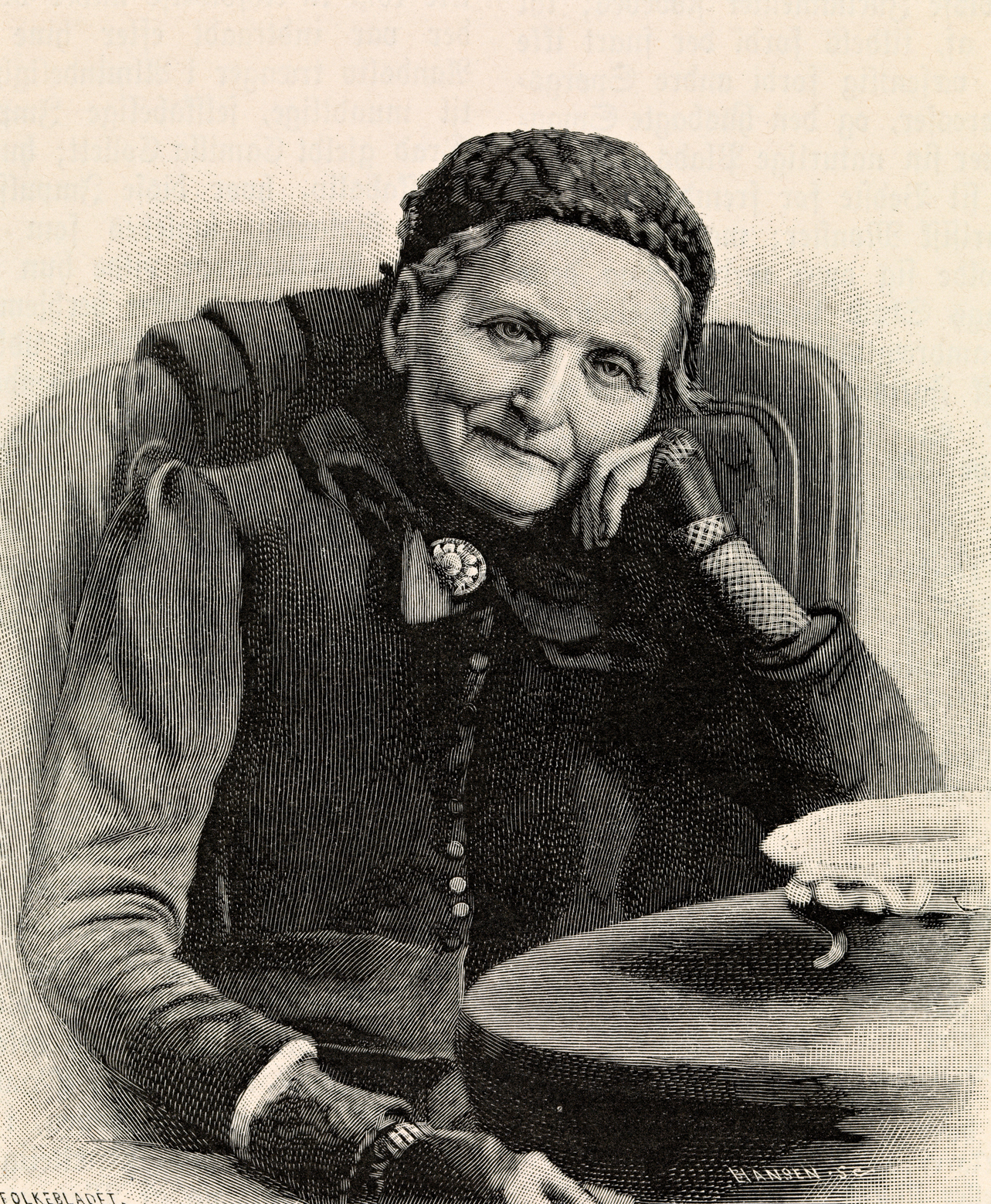
Fotografia di Camilla Collett (1893)

La sua opera più famosa è il suo unico romanzo Amtmandens Døtre (Le figlie del governatore distrettuale), pubblicato in forma anonima in due parti separate nel 1854 e nel 1855.  Il libro è considerato uno dei primi romanzi di realismo politico e sociale in Norvegia e affronta le difficoltà di essere una donna in una società patriarcale in generale, in particolare riguardo ai matrimoni forzati. Si ritiene che le sue esperienze personali nella vita, in particolare il suo rapporto con Welhaven, abbiano influenzato il libro.  In seguito scrisse pochissima narrativa,  ma continuò a scrivere saggi e memorie.
I suoi modelli letterari includevano scrittrici come Rahel Varnhagen e George Sand, nonché Edward Bulwer-Lytton e Theodor Mundt. Il suo stile rappresentava un allontanamento dai suoi contemporanei, in quanto preferiva un tono più naturale e meno austero.
Nel 1851, dopo dieci anni di matrimonio, suo marito morì improvvisamente, lasciando sua moglie e i suoi quattro figli. Fu costretta a vendere la sua casa e non riuscì mai a comprarne una nuova. I suoi tre figli maggiori furono cresciuti dai parenti. La Collett lottò con i suoi problemi finanziari per il resto della sua vita. Morì a Oslo nel 1895.

## Stile e influenze
La Collett crebbe in una famiglia che ammirava le opere di Jean-Jacques Rousseau, che avrebbe avuto una grande influenza sia su Collett che su suo fratello Henrik. All'inizio della stesura di Amtmandens Døtre trovò ispirazione da George Sand, sebbene le idee dell'autrice francese fossero troppo radicali. Nel romanzo parla di come le giovani donne e ragazze siano private della formazione e dell'istruzione, ma non sostiene che le donne debbano perseguire la vita e il successo indipendentemente dal matrimonio. La Collett suggerisce che per le quattro figlie, il matrimonio basato sull'amore e sul rispetto è l'ultima opportunità per una vita di successo. Il libro è considerato "fortemente critico" nei confronti dei concetti di matrimonio forzato e matrimonio che ha luogo per il bene delle convenzioni sociali e della popolarità. Sostiene l'idea dell'amore romantico e la libertà delle donne di fare le proprie scelte di relazione, attraverso l'emancipazione personale.
Col tempo le sue opinioni divennero sempre più radicali, diventando sempre più polemiche. Sostenne il cambiamento sociale e politico per promuovere i ruoli delle donne nella società e i suoi articoli, dapprima pubblicati in forma anonima, furono infine pubblicati in un libro di opere raccolte. Lo attaccato all'idea di una donna che condivideva le sue idee pubblicamente influenzò la sua carriera e il suo stato emotivo. Collett incanalò questa frustrazione nella sua scrittura, dove spesso esaminò quella stigmatizzazione. Dopo la stesura di Amtmandens Døtre si è concentrò principalmente su recensioni e saggi sulla letteratura, molti dei quali l'hanno portata ad essere la prima critica letteraria femminista in Norvegia. In questi saggi e articoli di opinione dichiarò la necessità di una nuova immagine per le donne e scartò l'idea che le donne fossero reticenti e si auto-sacrificassero nelle loro vite.
La sua opera fu citata da suoi contemporanei come Henrik Ibsen.

## Opere
- Amtmandens Døtre (romanzo) 1854–55[1] (edizioni riviste: 1860, 1879)
- Fortællinger (breve prosa) 1860
- I de lange Nætter (diario) 1862
- Sidste Blade I – III (articoli) 1868–73
- Fra de Stummes Leir (articoli) 1877
- Mod Strømmen I – II (articoli) 1879–85
- Skrifter I – X (raccolta di opere) 1892–93
- Dagbøker og breve (con Peter Jonas Collett) 1926–34